# عاقل‌لی (چیلدیر)
عاقل‌لی (به ترکی استانبولی: Ağıllı، به ارمنی: Համաշ) یک منطقهٔ مسکونی در ترکیه است که در چیلدیر واقع شده‌است.